# بطولة تي إن أيه نوك أوتس للفرق
بطولة التي ان ايه النوك أوتس للفرق بالأنجليزية TNA Knockouts Tag Team Championship هي عبارة عن بطولة مصارعة محترفين للسيدات مخصصة لفئة الفرق التي يملكها أتحاد المصارعة توتال نون ستوب أكسن (TNA) والتي تعرف الآن باسم إمباكت ريسلينج. تم التنافس علي هذه البطولة بشكل أساسي من قبل فرق تتألف من اثنين من المصارعات في عروض TNA والمعروفة باسم تي ان ايه نوك اوتس TNA Knockouts وهن عبارة عن قسم النساء في TNA ومع ذلك حمل هذه البطولة المصارع أيريك يونغ.
تم الإعلان عن إنشاء البطولة في الـ20 من أغسطس لعام 2009 خلال جزء من الكواليس في برنامج TNA التلفزيوني الرائد تي أن إيه إمباكت !. مثل معظم بطولات مصارعة المحترفين يتم الفوز باللقب عن طريق دوري بطولة محدد بشكل سابق وكانت ساريتا وتايلور وايلد هن البطلاتان الأفتتاحيتين. فازوا في دورة استمرت لمدة أربعة أسابيع لتتويجهن كأول بطلات. وكان الأبطال الأخيرون هم أوه دي بي وإريك يونغ، اللذين حملوا اللقب لمدة 478 يوماً وتعد هذه أطول فترة حمل لقب.

## تاريخ اللقب
يُعد مصطلح تي أن إيه نوك أوتس أو نوك أوتس فقط هو ان المصطلح المستخدم من ق أتحاد بل TNA للإشارة إلى الموظفات اللاتي يظهرن على الشاش و؛ هذا مشابه لـ دبليو دبليو إي مستعار دبليو دبليو إي ديفاز الذي استخدموه بعد ذلك. تم الإعلان عن أول لقب للنساء في أتحاد TNA في أول حدث من عروض الاسبوعية الدفع لكل عرض في 19 لعام يونيو 2002. وكان هذا اللقب يعرف بأسم «ميس تي أن إيه». تم تحديد أول حاملة للتاج في معركة ملكية الملابس الداخلية في 19 يونيو 2002، وبُثت بشكل لاحق في 26 يونيو 2002 والمشاركات في هذه المباراة هن الكسيس لاري، إليكترا، إرين براي، فرانسين، ميس جوني، ساشا، شانون، تايلور فون، وتيريزا تايلر. وحققت تايلور فون اللقب بعد أن قامت بأقصاء إليكترا للفوز. تُعد جائزة TNA نوك اوت العام جائزة أخرى من جوائز التي يمنحها الأتحاد للافضل نوك اوت التي حققت فوز في المباريات أكثر من غيرها أو قدمت أفضل أداء في ذلك العام. وأول من حققت هذه الجائزة هي المصارعة المنضمة حديثاًغيل كيم في عام 2007 ؛ لم يتم عمل هذه الجائزة في 2008
في أكتوبر 2007، في عرض باوند فور جلوري 2007، أعلن الأتحاد عن تتويج أول بطلة للسيدات حيث فازت جيل كيم بمباراة جونجليت فور جولد لتصبح أول بطلة TNA للنوك أوتس. كما شاركت في المباراة كل من ميس بروكس، وكريستي هيمي وأوسم كونج، وروكسي لافو، وتاليا ماديسون، وشيلي مارتينيز، وجاكي مور، ODB ، وأنجيل ويليامز. تم إصدار قرصي مضغوطين DVD عن فئة النوك أوتس بواسطة الاتحاد والأول كان اسمه «النوك أوتس: سيدات TNA المصارعات الجزء 1» وصدر في 29 أغسطس 2006. «النوك أوتس: نساء TNA المصارعات الجزء الثاني» وتم إصداره في 7 أكتوبر 2008.

### دوري البطولة
في عرض الإمباكت بتاريخ الـ 20 من أغسطس لعام 2009 أعلن كل من لورين، التي كانت علي وشك أجراء مقابلة مع بعض المصارعات وهن كريستي هيمي وتارا وتايلور وايلد وساريتا، أن TNA تخطط لأقامة دوري بطولة مكون من ثمانية فرق بقانون خروج المخلوب لتتويج أول بطلات التي إن إيه النوك أوتس للفرق على الإطلاق. بعد مباراة رباعية ضمت كل من هيمي وتريسي بروكس وساريتا وأوسم كونج، أعلن معلقو TNA مايك تيناي وتاز أن الجولة الأولى من البطولة ستقام في عرض الإمباكت بتاريخ الـ 27 من أغسطس لعام 2009 حيث أن كل من كونج وريشيا سعيد ستواجه بروكس وشارميل. انتهت المباراة بفوز فريق كونغ وسعيد بالفوز وانتقلن إلى الجولة التالية من البطولة. في عرض الإمباكت بتاريخ الـ 3 من سبتمبر لعام 2009 هزم فريق كريستي هيمي وتارا فريق هامادا وسوجلور بولت لتنتقلن إلى الجولة الثانية من البطولة. وفي عرض الإمباكت بتاريخ الـ10 من سبتمبر لعام 2009 هزم فريق ساريتا وتايلور وايلد فريق أليسا فلاش ودافني لتتقدمن إلى الجولة الثانية. في وقت لاحق من تلك الحلقة نفسها، هزمت أنجلينا لوف وفيلفيت سكاي (المعروفة مجتمعين باسم الشعب الجميل) فريق ماديسون راين وروكسي. بدأت الجولة الثانية في عرض الإمباكت بتاريخ الـ17 من سبتمبر لعام 2009 حيث
أن فريق كونغ وسعيد واجهتا ساريتا وايلد والشعب الجميل واجهتا هيمي وتارا. وكانت المباراة الأولى هيمي وتارا ضد الشعب الجميل مع انتصار الأخيرتين. وفاز ساريتا وايلد في اللقاء الثاني على كونغ وسعيد. ثم تم تحديد نهائيات البطولة في عرض نو سوريندر 2009 مع مباراة فريق الشعب الجميل ضد ساريتا ووايلد. وفي عرض نو سوريندر ساريتا ووايلد هزمتا ماديسون راين، بديلة لأنجيلينا لوف التي تم تسريحها من الاتحاد قبل الحدث، وفيلفيت سكاي (المعروفات أيضاً باسم الشعب الجميل) وهذا الحدث أُقيم في الـ20 من سبتمبر لعام 2009 وبذلك أصبحتا كل من ساريتا وتايلور وايلد هن البطلاتان الاولتان لبطولة التي إن إيه النوك أوتس للفرق.
|  | الجولة الأولي تي إن أيه إمباكت! في عرض 27 أغسطس 2009 و 3 سبتمبر 2009 و 10 سبتمبر 2009 | الجولة الأولي تي إن أيه إمباكت! في عرض 27 أغسطس 2009 و 3 سبتمبر 2009 و 10 سبتمبر 2009 | الجولة الأولي تي إن أيه إمباكت! في عرض 27 أغسطس 2009 و 3 سبتمبر 2009 و 10 سبتمبر 2009 |                                                  |                                             | نصف النهائيات تي إن أيه إمباكت! 17 سبتمبر 2009 | نصف النهائيات تي إن أيه إمباكت! 17 سبتمبر 2009 | نصف النهائيات تي إن أيه إمباكت! 17 سبتمبر 2009 |  |  | النهائيات نو سوريرندر 2009 | النهائيات نو سوريرندر 2009 | النهائيات نو سوريرندر 2009 |
|  |                                                                                       |                                                                                       |                                                                                       |                                                  |                                             |                                                |                                                |                                                |  |  |                            |                            |                            |
|  |                                                                                       | فريق أوسم كونج و ريشيا سعيد                                                           | تقدم للدوري نصف النهائي                                                               |                                                  |                                             |                                                |                                                |                                                |  |  |                            |                            |                            |
|  |                                                                                       | فريق الميني أيفنت مافيا (شارميل و تريسي بروك)                                         | أقصاء بالتثبيت                                                                        |                                                  |                                             |                                                |                                                |                                                |  |  |                            |                            |                            |
|  |                                                                                       | فريق الميني أيفنت مافيا (شارميل و تريسي بروك)                                         | أقصاء بالتثبيت                                                                        |                                                  | فريق أوسم كونج وريشيا سعيد                  | أقصاء بالتثبيت                                 |                                                |                                                |  |  |                            |                            |                            |
|  |                                                                                       |                                                                                       |                                                                                       |                                                  | فريق أوسم كونج وريشيا سعيد                  | أقصاء بالتثبيت                                 |                                                |                                                |  |  |                            |                            |                            |
|  |                                                                                       |                                                                                       |                                                                                       | فريق ساريتا وتايلور وايلد                        | تقدم للدوري النهائي                         |                                                |                                                |                                                |  |  |                            |                            |                            |
|  |                                                                                       | فريق ساريتا و تايلور وايلد                                                            | تقدم لدوري نصف النهائي                                                                | فريق ساريتا وتايلور وايلد                        | تقدم للدوري النهائي                         |                                                |                                                |                                                |  |  |                            |                            |                            |
|  |                                                                                       | فريق ساريتا و تايلور وايلد                                                            | تقدم لدوري نصف النهائي                                                                |                                                  |                                             |                                                |                                                |                                                |  |  |                            |                            |                            |
|  |                                                                                       | فريق أليسا فلاش ودافني                                                                | أقصاء بالتثبيت                                                                        |                                                  |                                             |                                                |                                                |                                                |  |  |                            |                            |                            |
|  |                                                                                       |                                                                                       |                                                                                       |                                                  |                                             |                                                |                                                |                                                |  |  |                            | فريق ساريتا وتايلور وايلد  | أقصاء بالتثبيت             |
|  |                                                                                       |                                                                                       |                                                                                       | فريق البيوتيفول بيبول (فلفيت سكاي وماديسون راين) | الفائزات باللقب                             |                                                |                                                |                                                |  |  |                            |                            |                            |
|  |                                                                                       | فريق الشعب الجميل ( فيلفت سكاي وانجلينا لوف)                                          | تقدم لدوري نصف النهائي                                                                |                                                  |                                             |                                                |                                                |                                                |  |  |                            |                            |                            |
|  |                                                                                       | فريق ماديسون راين وروكسي                                                              | أقصاء بالتثبيت                                                                        |                                                  |                                             |                                                |                                                |                                                |  |  |                            |                            |                            |
|  |                                                                                       | فريق ماديسون راين وروكسي                                                              | أقصاء بالتثبيت                                                                        |                                                  | فريق الشعب الجميل (فيلفت سكاي وانجلينا لوف) | أقصاء بالتثبيت                                 |                                                |                                                |  |  |                            |                            |                            |
|  |                                                                                       |                                                                                       |                                                                                       |                                                  | فريق الشعب الجميل (فيلفت سكاي وانجلينا لوف) | أقصاء بالتثبيت                                 |                                                |                                                |  |  |                            |                            |                            |
|  |                                                                                       |                                                                                       |                                                                                       | كريستي هيمي وتارا                                | التقدم للدور النهائي                        |                                                |                                                |                                                |  |  |                            |                            |                            |
|  |                                                                                       | فريق هامادا وسوجلور بولت                                                              | أقصاء بالتثبيت                                                                        | كريستي هيمي وتارا                                | التقدم للدور النهائي                        |                                                |                                                |                                                |  |  |                            |                            |                            |
|  |                                                                                       | فريق هامادا وسوجلور بولت                                                              | أقصاء بالتثبيت                                                                        |                                                  |                                             |                                                |                                                |                                                |  |  |                            |                            |                            |
|  |                                                                                       | كريستي هيمي وتارا                                                                     | تقدم لدوري نصف النهائي                                                                |                                                  |                                             |                                                |                                                |                                                |  |  |                            |                            |                            |

### تصميم اللقب
تم كشف النقاب عن اللقب بشكل فعلي لأول مرة في عرض نو سوريندر 2009 . وللقب تصميم مميز بحيث يتكون اللقب من شريط أحمر من الجلد به لوحتان ذهبيتان صغيرتان وأخري ذهبية كبيرة في وسط كل لوحة يظهر رسم لكرة مصنوعة من الذهب يمثل شكل لكوكب الأرض وعلى الحافة الخارجية للوحة توجد جواهر حمراء التي تظهر بشكل دائرة تحيط باللوحة بأكملها من كل الأتجاهات. تحتوي اللوحة الذهبية المركزية للحزام على شعار أتحاد TNA الرسمي محفور في المنتصف وجملة «نوك أوتس تاج تيم» بالأنجليزية فوقه وجملة «بطل المصارعة» أدناه.

## فترة حمل اللقب

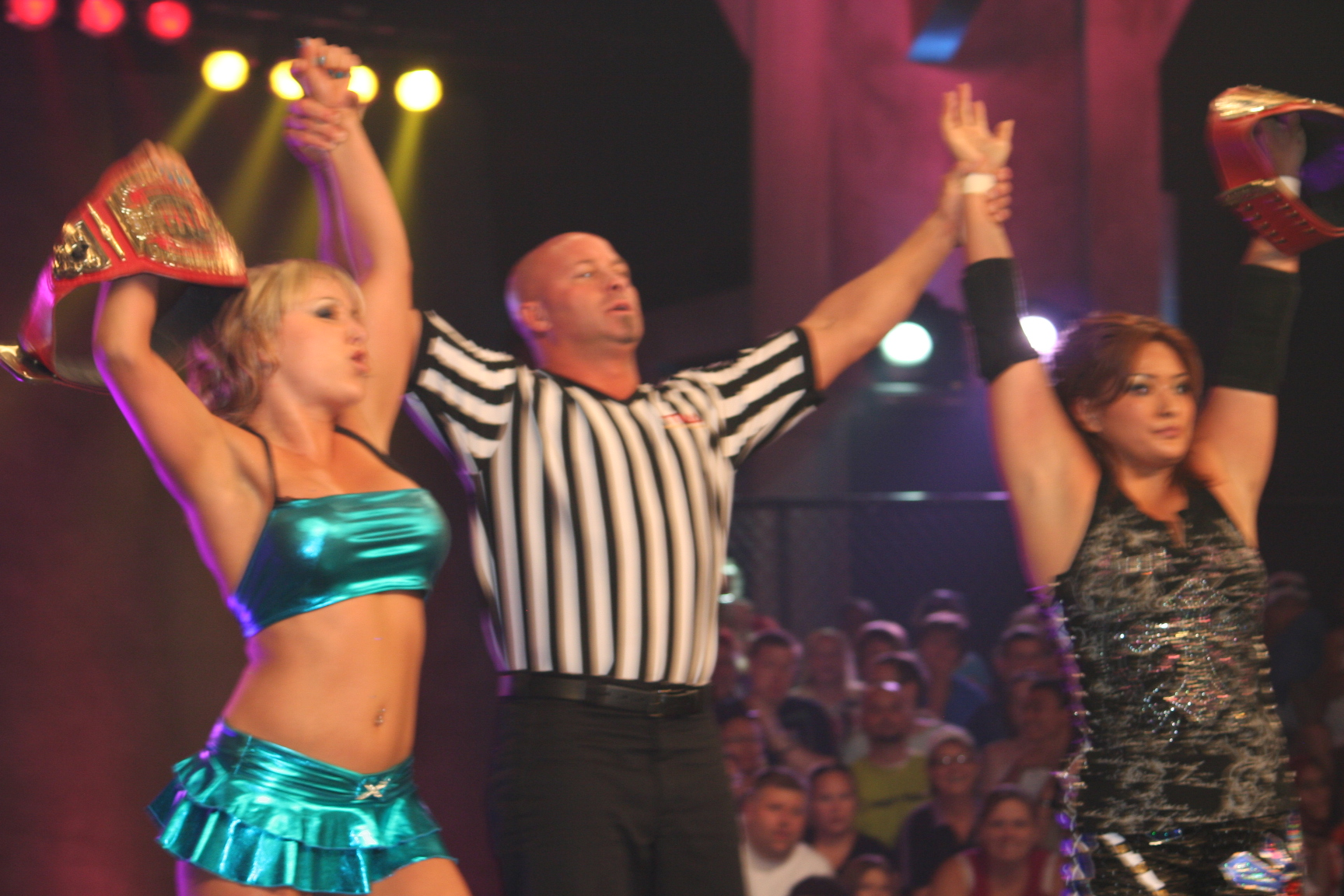
تايلور وايلد (يسار) وهامادا (يمين) مع حزام بطولة التي إن إيه النوك أوتس للفرق في يوليو 2010

وكانتا ساريتا وتايلور وايلد هن البطلاتان الافتتاحتين وهن اللتين هزمتا وفيلفيت سكاي (المعروفات أيضاً باسم الشعب الجميل) في نهائيات بطولة ثمانية فرق لتتويج أول بطلات التي إن إيه النوك أوتس للفرق على الإطلاق. ويعد كل من أوه دي بي وإريك يونغ هما اللذين حملوا اللقب لمدة 478 يوماً وتعد هذه أطول فترة حمل لقب. تعد فترة حمل كل من أوسم كونج وهامادا أقصر فترة حمل لقب في تاريخ البطولة بحيث تصل إلي 63 يومًا واعتبارًا من الـ27 يونيو 2013، تم الإعلان عن إيقاف هذه البطولة بسبب عدم توفير الأتحاد لمصارعات الكافية لوجود قسم فرق في فئة النوك أوتس. ويعد يونغ هو المصارع الأول والوحيد الذي حمل اللقب. بشكل عام، كان هناك تسعة فترات حمل لقب مشتركة بين 15 مصارعًا وتسعة فرق مختلفة.
| ترتيب الابطال. | أسم الابطال          | تاريخ الفوز باللقب | العرض           | الموقع             | عدد مرات حمل اللقب | فترة حمل اللقب بالايام | الملاحظات | المراجع       |
| -------------- | -------------------- | ------------------ | --------------- | ------------------ | ------------------ | ---------------------- | --- | ------------- |
| 1              | ساريتا وتايلور وايلد | 20 سبتمبر 2009     | نو سوريندر 2009 | أورلاندو ، فلوريدا | 1                  | 106                    | هزمتا ساريتا وايلد فريق شعب جميل (ماديسون راين وفيلفيت سكاي) في نهائيات بطولة ثمانية فرق لتصبحن البطلات الافتتاحيات | [ 23 ] [ 24 ] |